# 八塩ダム

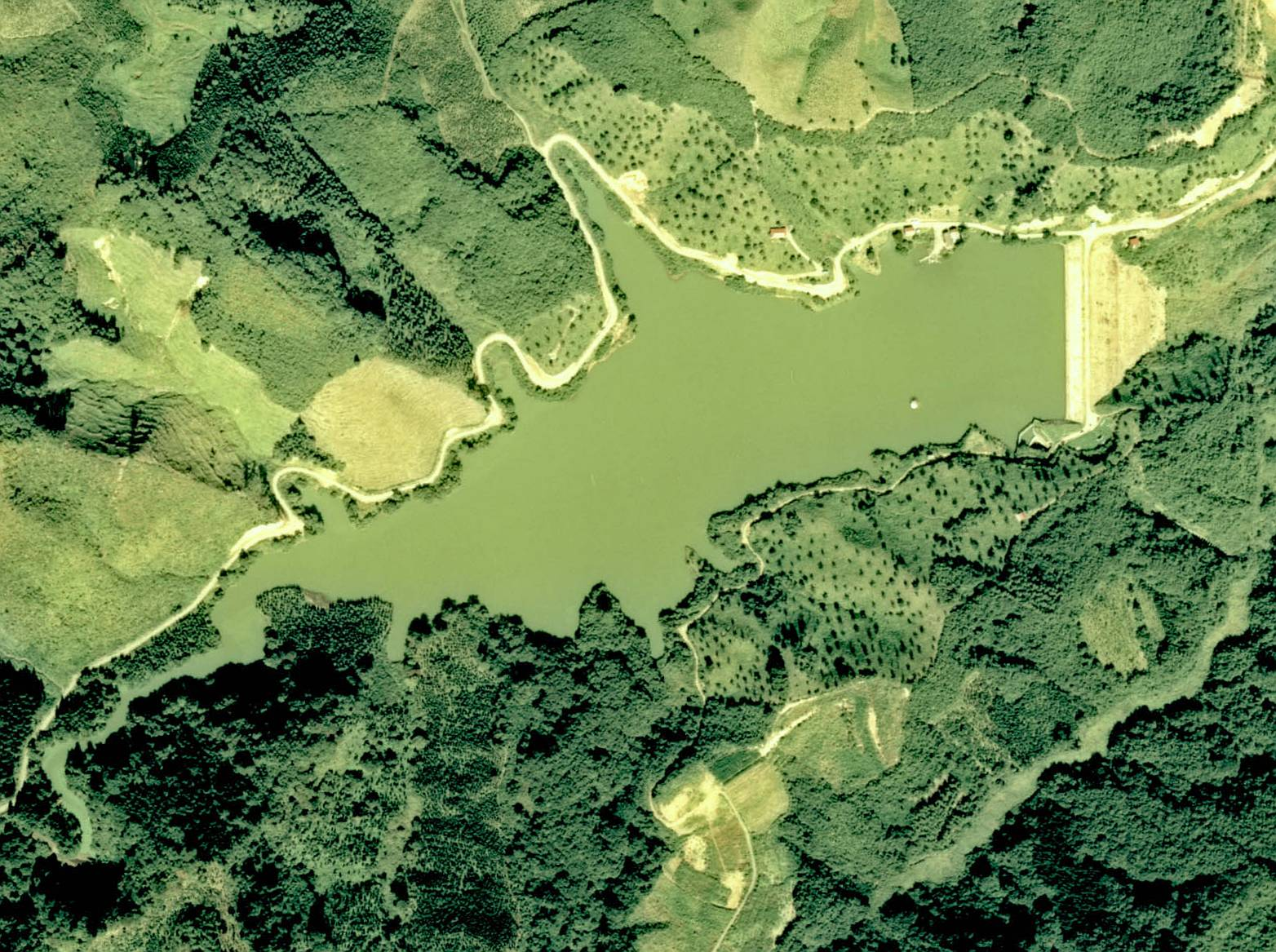
航空写真

八塩ダム（やしおダム）は、秋田県由利本荘市、子吉川水系石沢川支流に建設されたダム。高さ27メートルのアースダムで、灌漑を目的とする秋田県営ダムである。

## 沿革
- 1951年（昭和26年）県営による子吉及び小友地区の灌漑事業として採択
- 1962年（昭和37年）竣工　総事業費2億5088万2000円
- 1969年（昭和44年）9月21日　ボート遊びをしていた東由利中学校2年生がダムに落ちた従兄弟を助けようとして死亡する事故が発生

## 観光

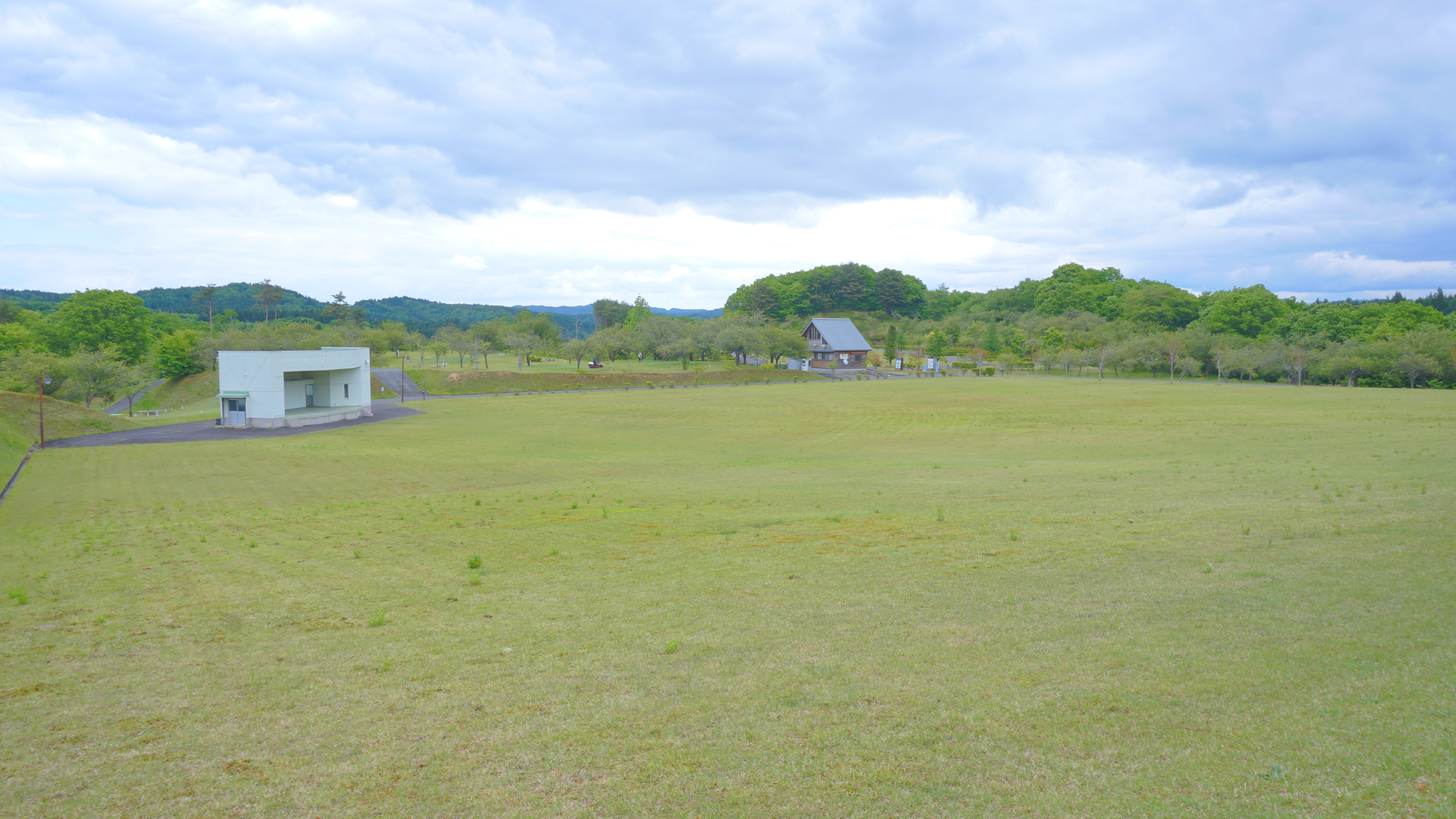
八塩いこいの森

- 八塩山の麓にあり、周辺は、八塩いこいの森として休憩所、キャンプ場、遊歩道等が整備されており、ダム外周には、桜・ツツジ・もみじなどが植林され、四季折々の景観を見せ、市民の憩いの場となっている。
- 「黄桜」と呼ばれるギョイコウは、旧東由利町の町花として制定されていた。
- 毎年五月に開催される観桜会、黄桜祭りは、秋田県でもっとも遅く開催される観桜会で、湖上花火大会、湖畔マラソン、湖面を横断する鯉のぼり等が名物となっている。
- ワカサギ釣りを含め湖面への立入は禁止されている。